# Karl Joseph Merz von Quirnheim

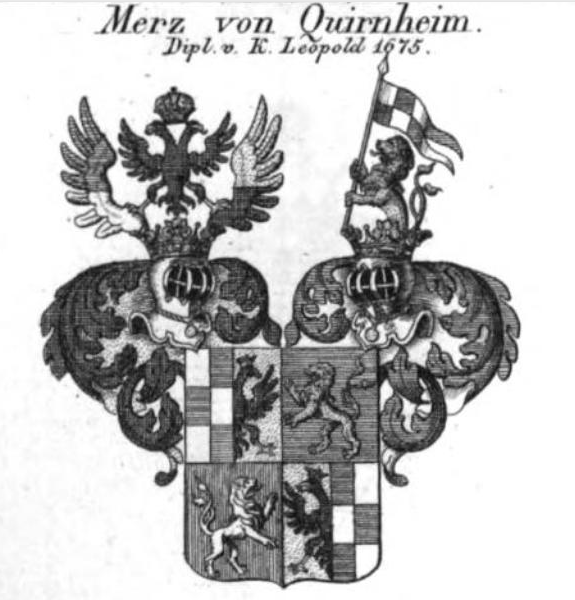

Freiherr Karl Joseph Heinrich von Merz zu Quirnheim (* 16. Februar 1747 in Quirnheim, Kurpfalz; † 9. Februar 1802 in Quirnheim, Frankreich) war letzter Besitzer der Herrschaft Quirnheim und Bosweiler.

## Leben

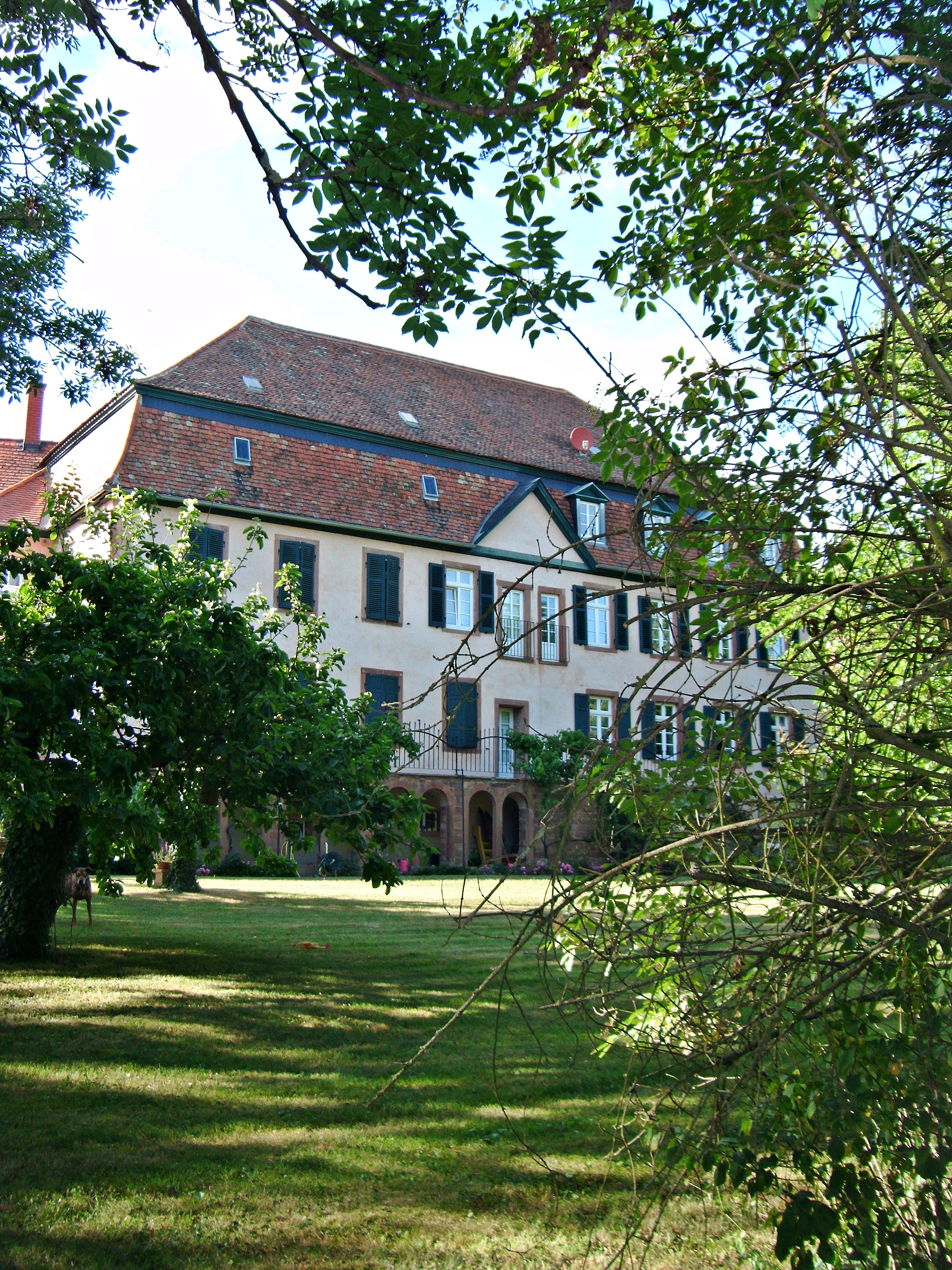
Stammsitz in Quirnheim

In den Jahren 1777 bis 1796 führte er am Reichskammergericht unter Reichskammergerichtsprozess-Nummer 85 einen Prozess und wurde 1791 und 1798 als Prozesspartei vermerkt.
Infolge des Ersten Koalitionskrieges wurde das linksrheinische Deutschland Teil der Französischen Republik. Aufgrund der damit verbundenen Ausdehnung der Aufhebung aller Adelsprivilegien durch die Französische Revolution verlor die Familie Merz neben dem Adelstitel auch das mit der Stellung als Feudalherren verbundene Eigentum.
Karl Joseph Merz von Quirnheim wurde mit mehreren anderen 1799 in einer Anzeige einer Verschwörung im Kanton Kirchheim benannt.
Bei seinem Tod im Jahre 1802 konnte trotz der republikanischen Obrigkeit eine Bestattung in der Familiengrablege erfolgen.

## Familie
Karl Joseph wurde als Sohn des kurfürstlich Mainzischen Rates Karl Joseph Alois Mertz von Quirnheim und Freiherr auf Bosweiler (1710–1748) und der Marie Caroline Baronesse de Grisheim (1715–1791) geboren. Er heiratete in der Stammkirche der Merz im Jahre 1773 Maria Josepha Susanna Komtess von Lasser (1746–1777). Der Familie wurden zwei (genealogisch) nachgewiesene Söhne geboren: Karl Albert Heinrich und Georg Karl Heinrich. In den Kirchenbüchern lässt sich ein dritter Sohn Friedrich Joseph finden.
Karl Joseph von Merz stellte die vierte und letzte Generation dar, die nach Reichsritter Quirinus von Merz († 1695), Kanzler des Kurfürstentums Mainz und des Hochstifts Speyer, die Herrschaft Bosweiler und Quirnheim innehatte. Das Geschlecht stieg mit dem Großvater des Karl Joseph, dem Kirchenstifter und Hofpfalzgrafen Johann Wilhelm Merz von Quirnheim (1652–1718), sowohl kurfürstlicher Hofrat als auch kaiserlicher Rat und Reichshofrat, zu Reichsfreiherren auf; gleichzeitig wurde die Herrschaft zur Baronie.

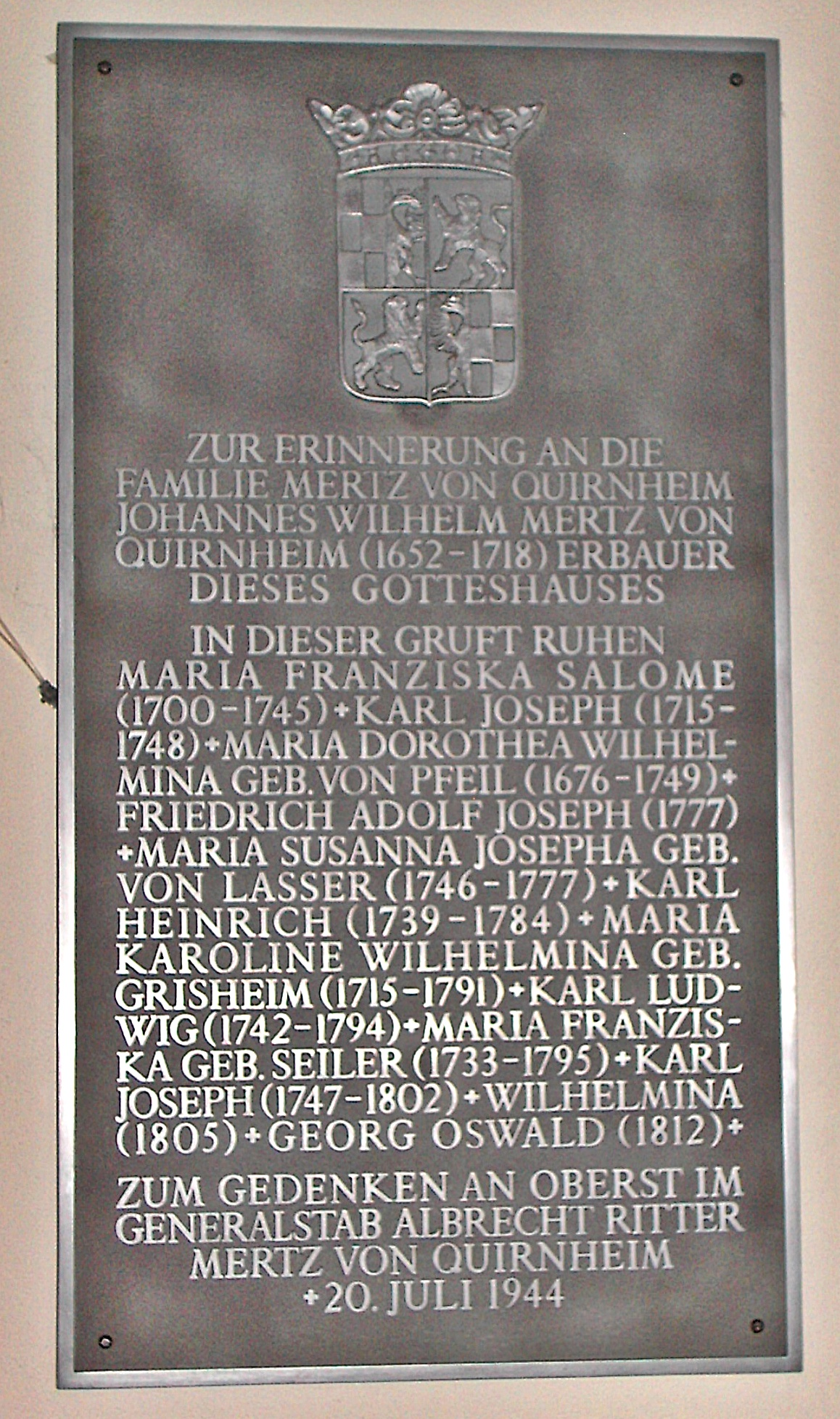
Auf dem Metall-Epitaph in der Stammkirche der Merz St. Oswald sind Karl Joseph, seine Eltern und seine Ehefrau vermerkt (in Boßweiler)

Unvollständige Liste der Abkömmlinge:
- Karl Joseph ⚭ Maria Josepha Susanna geb. Lasser

1. Karl Albert Heinrich (1774–1857) ⚭ (I) Antoinette Therese geb. Brandenstein († 1808); ⚭ (II) Sophie geb. Pechmann
  1. Anna Katharina Therese Franziska (* 10. Februar 1799; † 23. August 1832)
  2. Therese Karoline Franziska (* 9. Dezember 1800; † 26. Dezember 1878 in Würzburg)
  3. Adelheid Friederike (* 13. April 1804; † 6. April 1879 in München)
  4. Eugen Joseph (* 19. September 1810; † ?) ⚭ Klare geb. Staudingen
2. Georg Karl Heinrich (* 5. Januar 1776 in Quirnheim; † ?) ⚭ Karoline Franziska geb. Reuter (* 1. Januar 1777)
  1. Franz Joseph (* 28. August 1798 in Boßweiler; † ?) ⚭ Margarethe Maria geb. Jutzi (*  in Ebertsheim)
    1. Franz (* 30. März 1838 in Quirnheim; † ?)

  2. Anna Katharina Therese Albertine (* 25. September 1800 in Quirnheim; † ?)
  3. Anton Franz (* 10. Dezember 1802 in Boßweiler; † ?)
  4. Wilhelmina (* 15.04.1805 in Boßweiler; † ?)
  5. Valentin (* 15.04.1805 in Boßweiler; † ?)
  6. Albert Franz (* 10. November 1808 in Boßweiler; † ?) ⚭ Francisca geb. Werle (* 17. Mai 1811 in Mertesheim; † ?)
    1. Maria Barbara (* 31. Mai 1834 in Mertesheim; † ?)
    2. Valentinus (* 4. September 1835 in Mertesheim; † ?)
    3. Francisca (* 24. Mai 1838 in Mertesheim; † ?)
    4. Carolus Josephus (* 15. Mai 1841 in Mertesheim; † ?)
    5. Johannes (* 1845 in ?; † ?)
    6. Stephanus (* 6. April 1850 in Mertesheim; † ?)
    7. Theresia (* 26. Juli 1853 in Mertesheim; † ?)

  7. Karl Joseph (* 1. Juni 1813 in Boßweiler; † ?)
  8. Franz Rudolph (* 14. November 1816 in Boßweiler; † ?)
  9. Josepha Margaretha (* 9. Juni 1820 in Boßweiler; † ?)
3. Friedrich Joseph (* 16. März 1777 in Quirnheim; † ?)[7]